# 貢恰里夫卡 (特盧馬奇區)
48°51′56″N 25°1′12″E / 48.86556°N 25.02000°E
貢恰里夫卡（烏克蘭語：Гончарівка），是烏克蘭西部的村莊，隸屬伊萬諾-弗蘭科夫斯克州的伊萬諾-弗蘭科夫斯克區。該村面積4.68平方公里，2001年人口450，人口密度每平方公里96.1人。